# Divadlo na Vinohradech

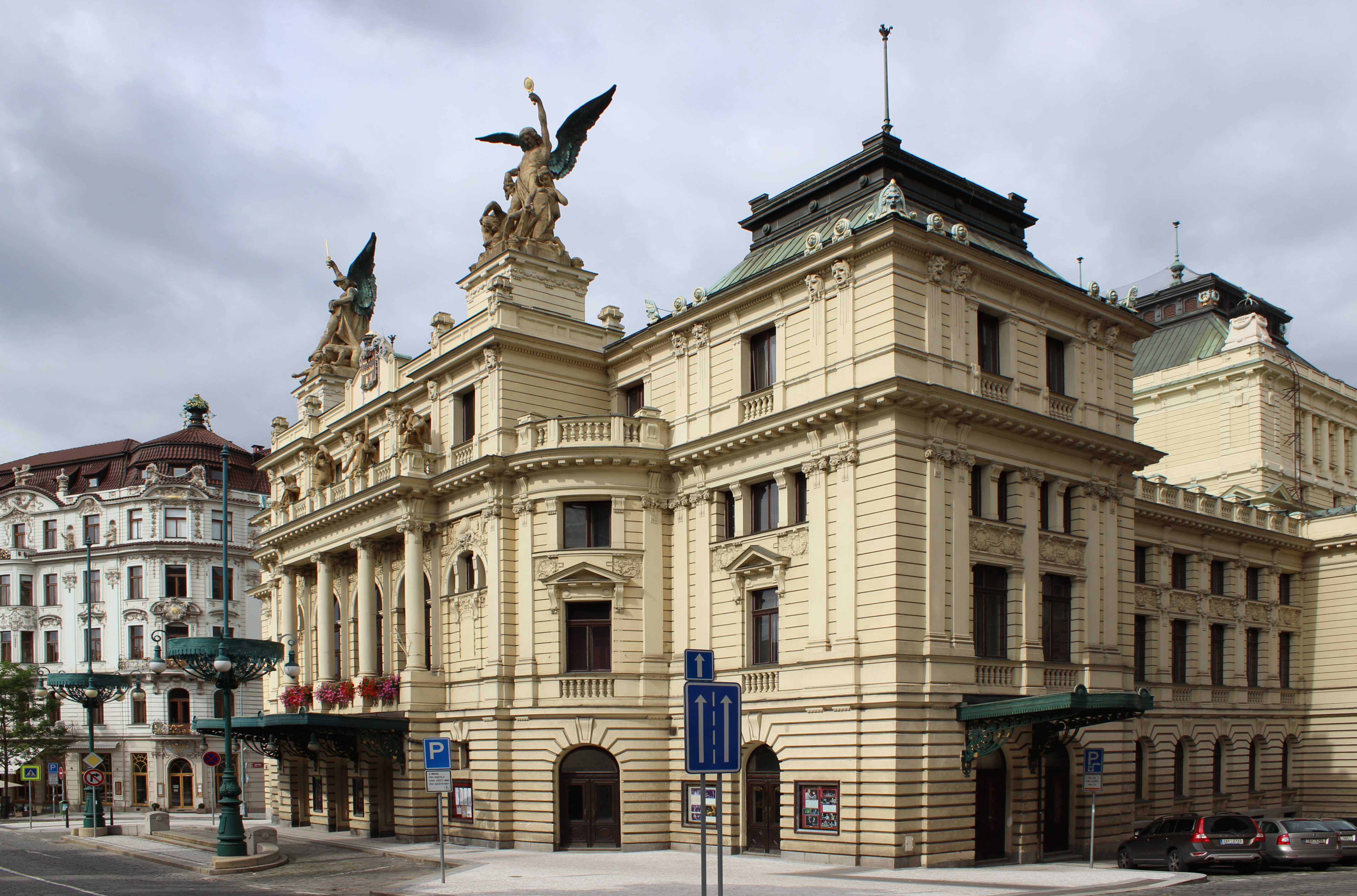
Divadlo na Vinohradech

Divadlo na Vinohradech (deutsch Theater in Vinohrady) wurde am 24. November 1907 in der Stadt Královské Vinohrady (heute der Prager Stadtteil Vinohrady) eröffnet und ist heute eines der großen Prager Schauspielhäuser.

## Geschichte
1902 fand ein Wettbewerb für ein Theater slawischer Autoren statt. Der siegreiche Entwurf von zwölf eingereichten stammte von dem Architekten Alois Čenský. Mit dem Bau wurde 1905 durch die Baumeister Jan Majer und Josef Veselý begonnen. Zur Premiere 1907 wurde Godiva von Jaroslav Vrchlický aufgeführt.
Seit 1919 wurden gemäß der ursprünglichen Zweckbestimmung nur noch Schauspiele aufgeführt. Am 1. Februar 1922 wurden Vinohrady zum Prager Stadtteil und so wurden auch das Městské divadlo (deutsch: Städtisches Kammertheater) und das Divadlo na Vinohradech zusammengelegt und als Prager Stadttheater (tschechisch: Městské divadlo) weitergeführt. 1950 kam es zu einer zwangsweisen Trennung, indem vom Prager Stadttheater das Zentrale Theater der tschechoslowakischen Armee abgespalten wurde. Das neu entstandene Theater benannte sich später in Theater der tschechoslowakischen Armee um. 1967 erhielt es seinen ursprünglichen Namen wieder. Neben dem Schauspielhaus unterhält das Theater heute einen Theaterklub und ein Kammertheater.
Am Theater traten zahlreiche bekannte tschechische Schauspieler wie Miloš Kopecký, Václav Vydra und Jaroslav Vojta auf. Als Dramaturg tat sich besonders Karel Čapek hervor. Die Regie führten Persönlichkeiten wie Karel Hugo Hilar, Otakar Ostrčil, Jaroslav Kvapil und Jiří Frejka.